# (17134) 1999 JX81
A (17134) 1999 JX81 a Naprendszer kisbolygóövében található aszteroida. A LINEAR projekt keretében fedezték fel 1999. május 12-én.